# راؤول دامياني
راؤول دامياني (بالإسبانية: Raúl Damiani)‏ هو لاعب كرة قدم أرجنتيني في مركز الدفاع، ولد في 29 أبريل 1979 في رولدان ‏ في الأرجنتين. لعب مع انيستتوتو.

## وصلات خارجية
- راؤول دامياني على موقع قاعدة بيانات كرة القدم.إي يو (الإنجليزية)
- راؤول دامياني على موقع Soccerway.com (الإنجليزية)